# Kitty and the Cowboys
Kitty and the Cowboys è un cortometraggio muto del 1911 diretto da Frederick A. Thomson.

## Produzione
Il film fu prodotto dalla Vitagraph Company of America.

## Distribuzione
Distribuito dalla General Film Company, il film - un cortometraggio in una bobina - uscì nelle sale cinematografiche statunitensi il 27 ottobre 1911.